# 秋元優里
秋元 優里（あきもと ゆり、1983年10月25日 - ）は、フジテレビの社員で元同局アナウンサー。東京都出身。

## 来歴

### 学生時代
外交官の父親（秋元義孝：のちに式部官長）が在英国日本国大使館参事官となった関係で白百合学園小学校2年生（1991年）から約2年間イギリス・ロンドンハムステッドのセント・マーガレット・スクールに通い、その後在ロシア日本国大使館参事官に異動となったため、約2年半ロシア・モスクワにて海外在住経験を持つ帰国子女。
1996年に帰国。学生時代は演劇部や軽音部に所属していた。慶應義塾湘南藤沢高等部、慶應義塾大学総合政策学部卒業。

### フジテレビに入社
2006年4月、フジテレビにアナウンサーとして入社。
2007年10月から2008年9月まで『報道2001』の女性司会を務めた。
2009年4月から9月まで『BSフジLIVE プライムニュース』金曜日担当キャスター。同年7月27日に滝川クリステルと共にキャスターを担当した松本方哉が家族の看護のため滝川より先に降板し、同年9月28日から滝川の後任として『ニュースJAPAN』キャスターに抜擢。
2011年8月22日から、『ニュースJAPAN』を一時降板していた。当初の一週間は夏季休暇によるものであったが、その後、秋元自身に咽喉部の疾患（深頚部膿瘍）が発見され、入院治療のため、8月29日からは、大島由香里と椿原慶子が代行出演した。なお、9月19日から復帰した。
2012年9月29日で『ニュースJAPAN』キャスターを卒業。同年10月から2013年3月31日まで『FNNスーパーニュースWEEKEND』のキャスターを担当したが、秋元にとっては平日版でフィールドキャスターを務めて以来の夕方ニュース担当となった。
2012年10月17日から2013年3月20日まで、深夜放送の『ロケットライブ』で、入社以後初となるバラエティ番組の司会を担当した。
2012年12月25日、フジテレビアナウンサーである生田竜聖と結婚したことを同局が発表。2013年2月、同年8月末に出産予定であることを発表した。同年7月11日、第1子（長女）を出産。産休に入っていたが、2014年10月から復帰した。
2018年1月9日、同局内のプロデューサーとの不倫疑惑が報道され、『BSフジLIVE プライムニュース』を3月限りで降板。4月に生田と離婚した。
2019年7月1日付でアナウンス室から総合事業局コンテンツ事業センターコンテンツ事業室に異動。後に組織改編でコンテンツ事業センターが編成制作局傘下となり、2022年4月1日現在は編成制作局コンテンツ事業センターコンテンツ事業部国際ビジネス担当となっている。主に海外のテレビ局との共同制作番組のプロデューサーを務めている。

## 人物
- 妹の秋元玲奈はフリーアナウンサー（元テレビ東京アナウンサー）。
- 所持資格はTOEIC875点、日本語文章能力検定準2級、普通自動車免許、スキューバダイビングライセンス。
- 英語が得意であり、ロシア語も少し話せる。2006年の入社時は報道番組やリポート担当、台風中継や海外中継のロケなどを志望していた。入社後は一貫して報道系番組を中心に活動していた。
- 父親の仕事の関係で、ロシア連邦に在住していた際、玲奈から「ユーリ」と呼ばれていた[14]。
- 朝日新聞の毎週日曜日の「TVダイアリー」でコラムを執筆していた。

## 過去の出演番組
2006年
- ココリコミラクルタイプフジテレビ入社式（4月18日）
- うまッチ! - チナッチャブルのポスターを持つ係
- ワンナイR&R - バラエティ番組班引き抜き
- 森田一義アワー 笑っていいとも!
- FNS26時間テレビ 国民的なおもしろさ!史上最大!!真夏のクイズ祭り 26時間ぶっ通しスペシャル - 提供読み
- FNNスピーク - 湘南ひらつか七夕まつりリポーター
- フジアナスタジオ まる生（フジテレビ739）
- FNNスーパーニュースWEEKEND
- 探検!!お台場冒険王
- 報道2001 - ラウンドレポーター
- めざましテレビ - 天気キャスター代理
- F1グランプリ - F1 20周年スペシャルサポーターズ
- すぽると! - 代理キャスター
- めざせ!満点ファミリー 石塚旅行社
- 晴れたらイイねッ!Let'sコミミ隊
- FNNスーパーニュース（2006年・2007年） - フィールドキャスター（水曜 - 金曜担当）

2007年
- お台場お笑い道 「新春カルタ相撲」読み手
- 第44回新春かくし芸大会2007 特別チャレンジ演目「舞氷の匠」
- カスペ! 「美味しんぼ塾 ラーメン道〜日本全県グランプリ〜」
- メントレG - 千代大海関のプライベートに同行
- L!VE MAJOR LEAGUE BASEBALL2007（BSフジ）
- めざにゅ〜 - 天気担当代理
- フジアナスタジオ まる生（フジテレビ739）
- 報道2001（2007年10月 - 2008年9月、総合司会）

2008年
- L!VE MAJOR LEAGUE BASEBALL2008（BSフジ）
- FNNスピーク（8月2日、佐藤里佳の夏期休暇代行 / 8月4日・8月5日、島田彩夏の夏期休暇代行）
- FNNスーパーニュース（9月1日 - 5日、安藤優子の夏季休暇代行 / 9月8日・9日、長野翼の夏季休暇代行）
- フジアナスタジオ まる生（フジテレビ739、12月6日、MC）
- FNNレインボー発（2008年9月30日 - 2009年3月24日、火曜夜担当 / 2009年3月30日 - 9月21日、月曜夜担当）
- BSフジNEWS（2008年10月4日 - 2009年3月28日、土曜夜担当）
- FNNスーパーニュース - フィールドキャスター（2008年10月 - 2009年3月、水・金曜担当 / 2009年4月 - 9月、火・水・木曜担当）

2009年
- ニュースJAPAN（2009年9月28日 - 2012年9月28日） - キャスター
- フジアナスタジオ まる生2009（フジテレビ739、2009年7月18日、福永一茂・立本信吾とともに出演）
- BSフジLIVE プライムニュース（2009年4月3日 - 9月25日、金曜担当）
- 映画の達人2（4月18日 - 9月26日）
- 特命報道記者X〜ニュースが伝えきれなかった真相2009〜（12月20日、進行役）

2010年
- カスペ! 草彅剛の女子アナ2010人気芸人が女子アナを丸ハダカSP（2010年1月12日）
- 第22回参議院議員通常選挙 FNN踊る大選挙戦2010 （7月11日、開票キャスター）
- フジアナスタジオ まる生（フジテレビONE、8月28日）
- ラフステーション（8月29日）

2012年
- FNNスーパーニュースWEEKEND（2012年10月6日 - 2013年3月31日） - キャスター
- ロケットライブ（2012年10月17日 - 2013年3月20日） - MC
- 東京特派員倶楽部（BSフジ、2012年11月26日未明放送） - 進行役
- FNN総選挙2012 ニッポンの決意 JAPAN'S DECISION（2012年12月16日、第46回衆議院議員総選挙） - 情報キャスター
- BSフジNEWS（月曜午後、木曜夜）

2014年
- BSフジLIVE プライムニュース（2014年10月1日 - 2018年1月9日[注釈 2]、月 - 木曜日担当）

2015年
- 皇室ご一家（2015年4月 - 2018年1月） - ナレーション
- ワイドナショー（2015年4月12日 - 2018年1月）

### 不定期出演
- メッセージ.jp（BSフジ） - アシスタント

### その他
- 朝日新聞（東京本社版）「TVダイアリー」（リレーコラム。2010年1月3日 - 1月24日）